# Дудля Микола Андрійович
Мико́ла Андрі́йович Дудля (28 грудня 1937 р. — 6 травня 2016 р., Дніпропетровськ) — радянський і український вчений, кандидат технічних наук, професор Національного гірничого університету. Лауреат Державної премії України в галузі науки і техніки.

Дудля Микола Андрійович зі студентами ПолтНТУ. 2015 рік.

Сфера наукової діяльності: техніка та технологія буріння свердловин, акумуляція та транспортування природного газу, охорона навколишнього середовища.

## З біографії
Народився в с. Дмухайлівка, Магдалинівського району Дніпропетровської області. Закінчив: Дмухайлівську середню школу в 1954 р.; Дніпропетровський гірничий технікум у 1956 р. (диплом з відзнакою). У 1957—1962 рр. навчався у Дніпропетровському гірничому інституті ім. Артема, який закінчив у 1962 р. і здобув кваліфікацію гірничого інженера.
З 1962 по 1967 р. працював на ряді інженерних посад у геологорозвідувальних експедиціях треста «Луганськгеологія».
З 1967 р. — аспірант, з 1969 р. — асистент, з 1973 р. — доцент, а з 1990 р. — професор Національного гірничого університету.
У 1970 р. захистив кандидатську дисертацію на тему: «Дослідження обертового буріння геологорозвідувальних свердловин з промиванням розчинами поверхнево-активних речовин».
Член наукового комітету Migdynarodowoj naykowo-technicznoj konferencji «NOWE METODY I TECHNOLOGIE W GEOLOGII NAFTOWEJ, WIERTNICTWIE; EKSPLOATACJI OTWOROWEJ I GAZOWNICTWIE» (Краків, Польща). Академік «Academy of engineering in Poland» та Української екологічної академії наук.

## Творчий доробок
Автор 43 підручників, навчальних посібників і монографій, які надруковані в Україні, Польщі, Словаччині, Росії, Казахстані, Китаї та ін. країнах, а також понад 200 наукових статей та 15 патентів на винаходи.

## Нагороди та відзнаки
- Лауреат премії Міністерства освіти і науки України.
- Двічі лауреат премії Національного гірничого університету в галузі освіти і науки.
- Заслужений працівник гірничої та нафтогазової промисловості Польщі. Нагороджений знаком «ZLOTA ODZNAKE» цього відомства, а також медалями Міністерства освіти і науки Польщі «Za szczegolne zaslugi dla oswiaty i wychowania», грамотами і медалями Гірничо-металургійної академії ім. Сташиця в Кракові.
- Нагороджений грамотами і медалями ім. академіка Лучицького В. І. Міністерства геології України, «Петра Могили» МОН України, знаком «Відмінник розвідки надр СРСР».
- Кавалер знаків «Шахтарська слава» трьох ступенів.
- Лауреат Державної премії України в галузі науки і техніки за 2015 р. — за підручник «Техніка та технологія буріння гідрогеологічних свердловин»[1]

## Основні наукові праці
1. Эпштейн Е. Ф., Дудля Н. А. Буровые машины и механизмы: Учебное пособие. Днепропетр. горн. ин-т. — Днепропетровск, 1975. — 101 с.
2. Дудля Н. А. Автоматизация и механизация процессов разведочного бурения: Учебное пособие. — Днепропетровск: Днепропетр. горн. ин-т, 1977. — 114 с.
3. Дудля Н. А. Основы проектирования буровых машин и механизмов: Учебное пособие. Днепропетр горн. ин-т. — Днепропетровск, 1978. — 86 с.
4. Дудля Н. А. Буровые машины и механизмы: Учебник. — К,: Донецк: Вища шк., Головное изд-во, 1985. — 176 с.
5. Дудля Н. А. Автоматизация и механизация производственных процессов при разведочном бурении. Учебник. — К,: Донецк: Вища шк., Головное изд-во, 1987. — 184 с.
6. Дудля Н. А. Проектирование буровых машин и механизмов: Учебник. — К.: Вища шк., 1990. — 272 с.
7. Piwnjak G., Dudla N., Zieba A., Ziaja M. Zarys inżyniery wiertniczej; Skrypty uczelniane; — Krakow. Widawnictwo AGH. Część 1. 1990. — 238s.
8. Piwniak G., Dudla N., Zięba A., Ziaja M. Zarys inżyniery wiertniczej: Skrypty uczelniane; — Krakow. Widawnictwo AGH. Część 2. 1990. — 175s.
9. Гавриленко Н. М., Давиденко А. Н., Дудля Н. А. Поверхностно-активные антифрикционные добавки при бурении скважин.: Монография. Киев: Наук. думка. 1990. — 104 с.
10. Півняк Г. Г., Доброгорський М. М., Дудля М. А. Проблеми енергозбереження, екології та шляхи їх розв'язання. — Киев: УМК ВО. 1991. — 136 с.
11. Stefan Sołoqub, Nikołaj Dudla, Danuta Bilewicz i inni. Płuczki wiertnicze. Elementy hemii fizycznej płuczek wiertniczych: Skrypty uczelniane. Wydawnictwo AGH. Kraków. 1992.-157s.
12. Дудля М. А. Проектування бурових машин і механізмів: Підручник. — К.: Вища шк., 1994. — 335 с.
13. Давиденко А. Н., Дудля Н. А. Справочник по химической обработке буровых растворов. — Дніпропетровськ: Вид-во ДДУ.1994. — 120 с.
14. Дудля М. А. Автоматизація процесів буріння свердловин.: Підручник. — К.: Вища шк., 1996. — 256с.
15. Nikołaj A. Dudla, Wojciech Górecki, Gienadij G. Piwniak i inni. Ochrona środowiska w aspekcie źródel enerqii. Krakow. 1996. — 262s.
16. Дудля Н. А., Кривцун Г. П., Сорокин И. В. Оказание первой помощи пострадавшим при авариях в шахтах: Учебное пособие. Донецк. 1998. — 85с.
17. Півняк Г. Г., А. Земба, Дудля М. А. Раціональне використання енергії і навколишнього середовища.: Навчальний посібник: Краків -Дніпропетровськ. НГУ. 2002. — 196с.
18. Giennadij G, Piwniak, Antoni Zięba, Nikołaj A, Dudla. Racionalizacja użytkowania energii i środowisko; Skrypty uczelniane. Krakow — Dnepropietrowsk. 2002. — 196s.
19. Дудля Н. А., Павлунишин П. А., Третьяк А. Я. Аварии при бурении скважин и методы их ликвидации.: Учебное пособие: Ростов н/Д.: Изд-во СКНЦ ВШ. 2003. — 296с.
20. Giennadij G. Piwniak, Antoni Zięba, Mykoła A. Dudla i inni. Diaqnostyka urzadzeń wiertniczych. Kraków — Dniepropietrowsk. 2004. — 174s.
21. Дудля Н. А., Попов А В., Тельных Н. Н., Цаплин Е. Г. Глиноцементные тампонажные растворы в горном деле: Монография. Д.: НГУ. 2004. — 191 с.
22. Кипко Э. Я., Должиков П. Н., Дудля Н. А. и др. Комплексный метод тампонажа при строительстве шахт: Учебное пособие. — 2-е изд., перераб. и доп. — Днепропетровск. НГУ. 2004. — 415 с.
23. Дудля М. А., Мещеряков Л. І. Діагностика та проектування бурових машин та механізмів. Навчальний посібник. — Д.: НГУ. 2004. — 268 с.
24. Дудля М. А., Карпенко В. М., Гриняк О. А., Цзян Гошен. Автоматизація процесу буріння. Монографія. Д.: НГУ. 2005. — 206 с.
25. Дудля Н. А., Янь Тайнин., Третьяк А. Я. Аварии при бурении скважин: Учебник. — Д.: НГУ. 2005. — 288 с.
26. Дудля Н. А., Хаиров Г. Б., Каблуков С. З. Аварии при бурении скважин. Учебное пособие. — Алматы: Казах. — Брит. техн. ун-т. 2006. — 279 с.
27. Дудля Н. А., Стричек С., Островский И. Р. Предупреждение и ликвидация аварий при бурении: Учебное пособие. — 2-е изд., перераб. и доп. — Д.: ЧП «Лира ЛДТ». 2007. — 328 с.
28. Дудля Н. А., Викторов Г.Н, Кириченко Г.Н, Островский И. Р. Бурильные трубы геологоразведочного сортамента.: Монография. Д.: Видавничий дім «Андрій». 2007. — 207 с.
29. Дудля Н. А., Хаиров Г. Б., Третьяк А. Я., Ян Пинка. Промывочные жидкости в бурении: Учебник. — 2-е изд., перераб. и доп. — Алматы. КБТУ. Часть 1. 2007. — 200 с.
30. Дудля Н. А., Хаиров Г. Б., Третьяк А. Я., Ян Пинка. Промывочные жидкости в бурении: Учебник. −2-е изд., перераб. и доп.- Алматы. КБТУ. Часть 2. 2007. — 200 с.
31. Дудля М. А.,Садовенко І. О. Техніка та технологія буріння гідрогеологічних свердловин: Підручник.- Д.: Державний ВНЗ «Національний гірничий університет». 2007. — 399 с. (Державна премія України в галузі науки і техніки" за 2015 р.)
32. Дудля Н. А., Садовенко И. А., Земба А. Техника и технология бурения гидрогеологических скважин: Учебник.- Д.: Государственное ВУЗ «Национальный горный университет». 2007. — 401 с.
33. Гошовский С. В., Янь Тайнин, Дудля Н. А. и др. Техника бурения скважин на воду.: Монографія. — Д.: ПП «Ліра ЛТД». 2008. — 300 с.
34. Пивняк Г. Г. Дудля Н. А., Семек Я. и др. Подземные газохранилища в отработанных угольных шахтах.: Монография. — Д.: Національний гірничий університет. 2008. — 240 с.
35. Гошовский С. В., Дудля Н. А., Мартыненко И. И. Промывочные жидкости в бурении: Учебное пособие. — К.: Укр ГГРИ. 2008. — 453 с.
36. Ján Pinka, Marina Sidorová, Nikolaj Andrejevič Dudla. Vrtné súpravy а ich diagnostikovanie. Košice. 2009. — 176s.
37. Дудля Н. А., Давиденко А. Н., Хоменко В. Л., Пащенко А. А. Разрушение горных пород планетарными долотами: Монография. — Д.: Национальный горный университет, 2011. — 196 с.
38. Дудля М. А. Промивальні рідини в бурінні. Підручник.: −3-є вид. доп. — Д.: Державний ВНЗ «Національний гірничий університет», 2011. — 542 с.
39. Дудля М. А., Ширін Л. Н., Федоренко Е. А. Процеси підземного зберігання газу: Підручник. —- Д. : Національний гірничий університет, 2012. — 412 с.
40. Дудля Н. А., Ширин Л. Н., Бокий В. Б. Прогноз газоносности угольных месторождений: Учебник /Н. А. Дудля, Л. Н. Ширин, В. Б. Бокий/ Вид-во НГУ, Д.: — 589 с.

### Про працю М.А.Дудлі «Техніка та технологія буріння гідрогеологічних свердловин»

Підручник «Техніка та технологія буріння гідрогеологічних свердловин», за який професор М. А. Дудля одержав Державну премію України в галузі науки і техніки за 2015 рік — базовий підручник з відповідної нормативної дисципліни для гірничих і геологічних спеціальностей. Комплексно висвітлює технологію проектування, розвідки та організації буріння гідрогеологічних свердловин. Розвиває актуальні напрями геоекологічних досліджень охорони природного середовища.
Критерієм відбору змісту підручника обрано дисциплінарні компетенції, що визначались через відбір кваліфікаційних вимог.
Це дозволяє навчити читача обирати спосіб буріння, розробляти ефективну технологію та методи кольматації водоносних горизонтів.
Доступність змісту підручника для студентів реалізована завдяки ретельному дидактичному опрацюванню, сприянню ефективності самостійної роботи та розвитку інноваційної культури студента, придатності до оцінювання навчальних досягнень, точності визначень та формулювань.
Мета створення підручника — інформаційне забезпечення підготовки спеціалістів європейського рівня технічної системи «Технологія буріння свердловин».
Вітчизняних аналогів підручника не існує, це перше в Україні видання, де комплексно висвітлюються найголовніші питання, що охоплюють усі процеси проектування, розвідки та організації буріння гідрогеологічних свердловин.